# Chenisides
Chenisides este un gen de păianjeni din familia Linyphiidae.
Cladograma conform Catalogue of Life:
| Chenisides | \| \| Chenisides bispinigera \| \| \| \| \| \| Chenisides monospina \| \| \| \| |
|            | \| \| Chenisides bispinigera \| \| \| \| \| \| Chenisides monospina \| \| \| \| |
|            | Chenisides bispinigera                                                          |
|            |                                                                                 |
|            | Chenisides monospina                                                            |
|            |                                                                                 |